# Starboy (lied van The Weeknd)
Starboy is een nummer van de Canadese zanger The Weeknd samen met de Franse elektronische muziekduo Daft Punk voor The Weeknd's derde studioalbum met dezelfde naam. De twee artiesten hebben het nummer samen geschreven met Doc McKinney en Henry Walter. De productie van het nummer lag grotendeels in handen bij Daft Punk. Het nummer werd op 22 september 2016 uitgebracht door XO en Republic Records als de eerste single van het album.

## Achtergrondinformatie
"Starboy" werd op 22 september 2016 uitgebracht nadat The Weeknd bekend had gemaakt over zijn nieuwe studioalbum samen met de cover een dag eerder.

## Videoclip
De bijhorende videoclip is geregisseerd door Grant Singer, die ook de videoclips van "Can't Feel My Face" en "The Hills" heeft geregisseerd. De videoclip werd op 28 september 2016 uitgebracht op het Vevo-kanaal van The Weeknd.

## Tracklijst
| Nr. | Titel                   | Duur |
| --- | ----------------------- | ---- |
| 1.  | Starboy (met Daft Punk) | 3:50 |

| Nr. | Titel                | Duur |
| --- | -------------------- | ---- |
| 1.  | Starboy (Kygo remix) | 4:04 |

| Nr. | Titel               | Duur |
| --- | ------------------- | ---- |
| 1.  | Starboy (expliciet) | 3:50 |
| 2.  | Starboy (clean)     | 3:50 |

## Hitnoteringen

### Nederlandse Top 40
| Hitnotering: 01-10-2016 t/m 18-02-2017 | Hitnotering: 01-10-2016 t/m 18-02-2017 | Hitnotering: 01-10-2016 t/m 18-02-2017 | Hitnotering: 01-10-2016 t/m 18-02-2017 | Hitnotering: 01-10-2016 t/m 18-02-2017 | Hitnotering: 01-10-2016 t/m 18-02-2017 | Hitnotering: 01-10-2016 t/m 18-02-2017 | Hitnotering: 01-10-2016 t/m 18-02-2017 | Hitnotering: 01-10-2016 t/m 18-02-2017 | Hitnotering: 01-10-2016 t/m 18-02-2017 | Hitnotering: 01-10-2016 t/m 18-02-2017 | Hitnotering: 01-10-2016 t/m 18-02-2017 | Hitnotering: 01-10-2016 t/m 18-02-2017 | Hitnotering: 01-10-2016 t/m 18-02-2017 | Hitnotering: 01-10-2016 t/m 18-02-2017 | Hitnotering: 01-10-2016 t/m 18-02-2017 | Hitnotering: 01-10-2016 t/m 18-02-2017 | Hitnotering: 01-10-2016 t/m 18-02-2017 | Hitnotering: 01-10-2016 t/m 18-02-2017 | Hitnotering: 01-10-2016 t/m 18-02-2017 | Hitnotering: 01-10-2016 t/m 18-02-2017 | Hitnotering: 01-10-2016 t/m 18-02-2017 |
| Week:                                  | 1                                      | 2                                      | 3                                      | 4                                      | 5                                      | 6                                      | 7                                      | 8                                      | 9                                      | 10                                     | 11                                     | 12                                     | 13                                     | 14                                     | 15                                     | 16                                     | 17                                     | 18                                     | 19                                     | 20                                     |                                        |
| -------------------------------------- | -------------------------------------- | -------------------------------------- | -------------------------------------- | -------------------------------------- | -------------------------------------- | -------------------------------------- | -------------------------------------- | -------------------------------------- | -------------------------------------- | -------------------------------------- | -------------------------------------- | -------------------------------------- | -------------------------------------- | -------------------------------------- | -------------------------------------- | -------------------------------------- | -------------------------------------- | -------------------------------------- | -------------------------------------- | -------------------------------------- | -------------------------------------- |
| Positie:                               | 29                                     | 5                                      | 4                                      | 3                                      | 3                                      | 3                                      | 2                                      | 1                                      | 1                                      | 1                                      | 1                                      | 2                                      | 5                                      | 4                                      | 6                                      | 11                                     | 15                                     | 17                                     | 23                                     | 31                                     | uit                                    |

### NederlandseSingle Top 100
| Hitnotering (Week 1 t/m 24): 01-10-2016 t/m 18-03-2017 Hitnotering (Week 25 t/m 28): 01-04-2017 t/m 15-04-2017 | Hitnotering (Week 1 t/m 24): 01-10-2016 t/m 18-03-2017 Hitnotering (Week 25 t/m 28): 01-04-2017 t/m 15-04-2017 | Hitnotering (Week 1 t/m 24): 01-10-2016 t/m 18-03-2017 Hitnotering (Week 25 t/m 28): 01-04-2017 t/m 15-04-2017 | Hitnotering (Week 1 t/m 24): 01-10-2016 t/m 18-03-2017 Hitnotering (Week 25 t/m 28): 01-04-2017 t/m 15-04-2017 | Hitnotering (Week 1 t/m 24): 01-10-2016 t/m 18-03-2017 Hitnotering (Week 25 t/m 28): 01-04-2017 t/m 15-04-2017 | Hitnotering (Week 1 t/m 24): 01-10-2016 t/m 18-03-2017 Hitnotering (Week 25 t/m 28): 01-04-2017 t/m 15-04-2017 | Hitnotering (Week 1 t/m 24): 01-10-2016 t/m 18-03-2017 Hitnotering (Week 25 t/m 28): 01-04-2017 t/m 15-04-2017 | Hitnotering (Week 1 t/m 24): 01-10-2016 t/m 18-03-2017 Hitnotering (Week 25 t/m 28): 01-04-2017 t/m 15-04-2017 | Hitnotering (Week 1 t/m 24): 01-10-2016 t/m 18-03-2017 Hitnotering (Week 25 t/m 28): 01-04-2017 t/m 15-04-2017 | Hitnotering (Week 1 t/m 24): 01-10-2016 t/m 18-03-2017 Hitnotering (Week 25 t/m 28): 01-04-2017 t/m 15-04-2017 | Hitnotering (Week 1 t/m 24): 01-10-2016 t/m 18-03-2017 Hitnotering (Week 25 t/m 28): 01-04-2017 t/m 15-04-2017 | Hitnotering (Week 1 t/m 24): 01-10-2016 t/m 18-03-2017 Hitnotering (Week 25 t/m 28): 01-04-2017 t/m 15-04-2017 | Hitnotering (Week 1 t/m 24): 01-10-2016 t/m 18-03-2017 Hitnotering (Week 25 t/m 28): 01-04-2017 t/m 15-04-2017 | Hitnotering (Week 1 t/m 24): 01-10-2016 t/m 18-03-2017 Hitnotering (Week 25 t/m 28): 01-04-2017 t/m 15-04-2017 | Hitnotering (Week 1 t/m 24): 01-10-2016 t/m 18-03-2017 Hitnotering (Week 25 t/m 28): 01-04-2017 t/m 15-04-2017 | Hitnotering (Week 1 t/m 24): 01-10-2016 t/m 18-03-2017 Hitnotering (Week 25 t/m 28): 01-04-2017 t/m 15-04-2017 |
| Week: | 1 | 2 | 3 | 4 | 5 | 6 | 7 | 8 | 9 | 10 | 11 | 12 | 13 | 14 | 15 |
| --- | --- | --- | --- | --- | --- | --- | --- | --- | --- | --- | --- | --- | --- | --- | --- |
| Positie: | 9 | 8 | 5 | 5 | 4 | 3 | 2 | 1 | 3 | 2 | 3 | 3 | 4 | 6 | 5 |
| Week: | 16 | 17 | 18 | 19 | 20 | 21 | 22 | 23 | 24 | 25 | | 26 | 27 | 28 | 29 |
| Positie: | 9 | 12 | 12 | 13 | 22 | 19 | 30 | 35 | 56 | 65 | uit | 94 | 93 | 92 | uit |

### NederlandseMega Top 50
| Hitnotering: 01-10-2016 t/m 18-03-2017 | Hitnotering: 01-10-2016 t/m 18-03-2017 | Hitnotering: 01-10-2016 t/m 18-03-2017 | Hitnotering: 01-10-2016 t/m 18-03-2017 | Hitnotering: 01-10-2016 t/m 18-03-2017 | Hitnotering: 01-10-2016 t/m 18-03-2017 | Hitnotering: 01-10-2016 t/m 18-03-2017 | Hitnotering: 01-10-2016 t/m 18-03-2017 | Hitnotering: 01-10-2016 t/m 18-03-2017 | Hitnotering: 01-10-2016 t/m 18-03-2017 | Hitnotering: 01-10-2016 t/m 18-03-2017 | Hitnotering: 01-10-2016 t/m 18-03-2017 | Hitnotering: 01-10-2016 t/m 18-03-2017 | Hitnotering: 01-10-2016 t/m 18-03-2017 |
| Week:                                  | 1                                      | 2                                      | 3                                      | 4                                      | 5                                      | 6                                      | 7                                      | 8                                      | 9                                      | 10                                     | 11                                     | 12                                     | 13                                     |
| -------------------------------------- | -------------------------------------- | -------------------------------------- | -------------------------------------- | -------------------------------------- | -------------------------------------- | -------------------------------------- | -------------------------------------- | -------------------------------------- | -------------------------------------- | -------------------------------------- | -------------------------------------- | -------------------------------------- | -------------------------------------- |
| Positie:                               | 13                                     | 2                                      | 3                                      | 3                                      | 3                                      | 2                                      | 1                                      | 1                                      | 1                                      | 2                                      | 2                                      | 2                                      | 3                                      |
| Week:                                  | 14                                     | 15                                     | 16                                     | 17                                     | 18                                     | 19                                     | 20                                     | 21                                     | 22                                     | 23                                     | 24                                     | 25                                     |                                        |
| Positie:                               | 7                                      | 4                                      | 6                                      | 12                                     | 20                                     | 23                                     | 34                                     | 38                                     | 43                                     | 43                                     | 44                                     | 46                                     | uit                                    |

### NPO Radio 2 Top 2000
| Nummer met noteringen in de NPO Radio 2 Top 2000 | '22  | '23  | '24  |
| ------------------------------------------------ | ---- | ---- | ---- |
| Starboy                                          | 1386 | 1369 | 1692 |

1. ↑  Een vetgedrukt getal geeft de hoogste notering aan.
2. ↑  2022 was het eerste jaar met een notering voor dit nummer.

## Releasedata
| Land                | Releasedatum      | Formaat        | Label           |
| ------------------- | ----------------- | -------------- | --------------- |
| Wereldwijd          | 22 september 2016 | Muziekdownload | XO, Republic    |
| Italië              | 23 september 2016 | Radio          | Universal Music |
| Verenigd Koninkrijk | 23 september 2016 | Radio          | XO, Republic    |
| Verenigde Staten    | 27 september 2016 | Radio          | XO, Republic    |